# Herb gminy Wierzbica (powiat chełmski)
Herb gminy Wierzbica – jeden z symboli gminy Wierzbica, ustanowiony 29 czerwca 2001.

## Wygląd i symbolika
Herb przedstawia na tarczy w polu niebieskim złotą głowę lwa zwróconą w prawo, z buchającymi z pyska czerwonymi płomieniami (godło rodu Lechnickich herbu Zadora, a pod nią dwie srebrne skrzyżowane gałązki wierzbowe, nawiązujące do nazwy gminy.